# Cuco (construcció)

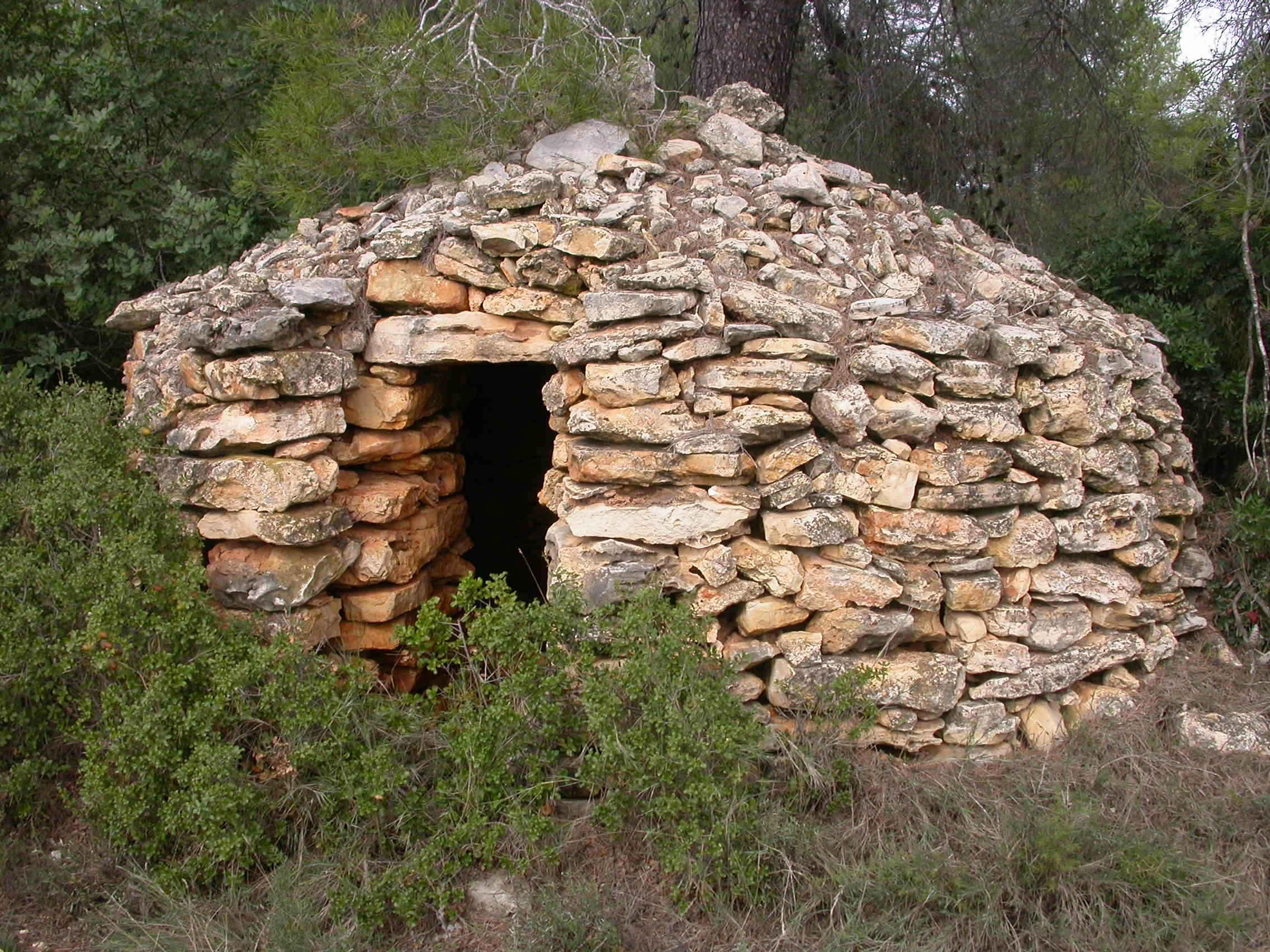
Cuco construït amb la tècnica de la mamposteria travada en sec, Énguera (la Canal de Navarrés).

El cuco és un tipus de construcció realitzada amb la tècnica de la pedra travada en sec, característics de la regió valenciana.
Al País Valencià es localitzen geogràficament a les comarques de la Vall de Cofrents-Aiora, la Costera i la Canal de Navarrés. Aquesta última és la que concentra el major nombre d'aquestes construccions, sobretot al municipi d'Énguera.
Per a la seua construcció, s'utilitzen les matèries primeres que es troben al seu entorn; poques vegades s'empren materials manufacturats. Quant al tipus de pedra, es pot usar la pedra calcària per al cos de la construcció, el que subjecta la coberta, i la pedra de tapar, més lleugera, a la coberta.

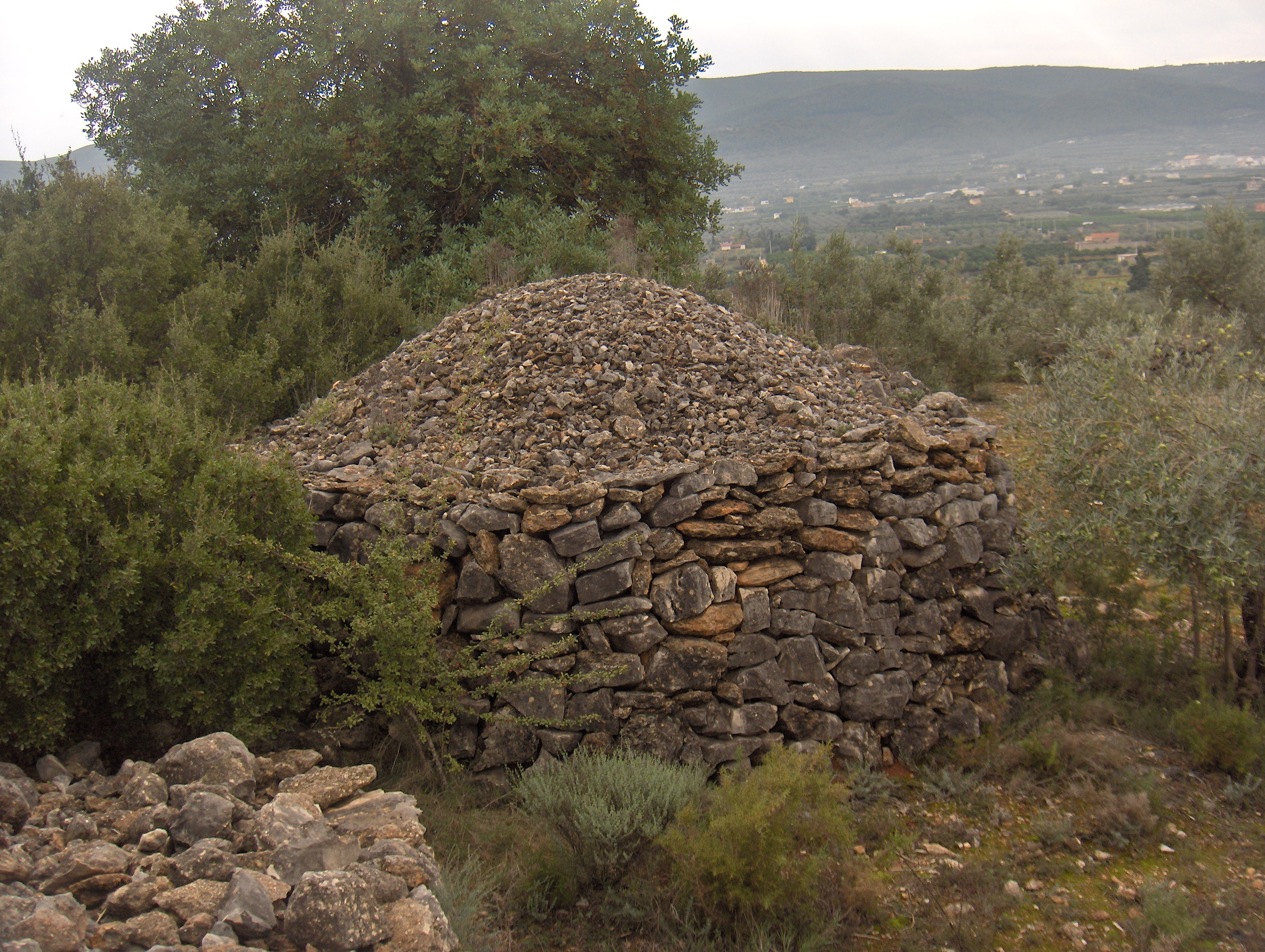
Cuco. Detall del mur sobre el qual descansa la coberta. Énguera (la Canal de Navarrés).

## Tipologia
La tipologia de les construccions és molt variada. Predominen les construccions de planta redona, encara que també són freqüents les de planta quadrangular. En ocasions el cuco s'adapta al relleu del terreny i adopta una planta irregular.
Els sistemes de cobriment són tots iguals. Es construeix una falsa cúpula per aproximació de filades.
El cobriment de les obertures d'accés es realitzen amb grans lloses a manera de llinda. Testimonialment, es documenten altres tipologies com dues lloses recolzades a banda i banda de l'obertura, l'aproximació de filades o l'arc dovellat (construït amb lloselles irregulars disposades radialment).
A l'interior dels cucos es poden trobar estructures complementàries: fumerals, armaris de rebost, pessebre, etc.
Solen ser construccions exemptes, encara que en ocasions s'adossen a les calçades (bancals); o poden tindre un espai annex de planta quadrangular.

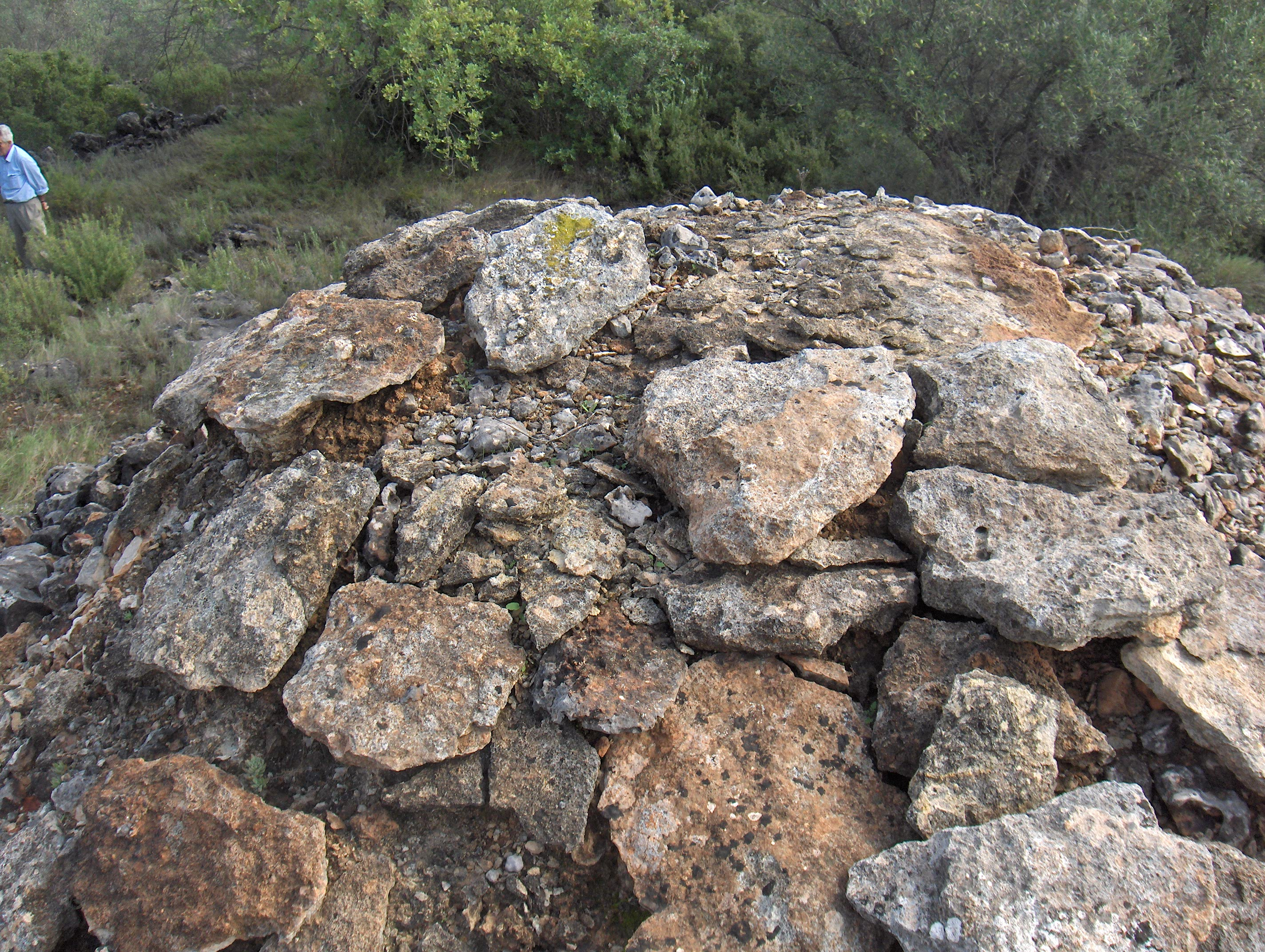
Cuco. Detall de la zona exterior de la coberta, en el qual s'aprecien les diferents capes que el componen. Énguera (la Canal de Navarrés).

## Funcionalitat
Són construccions destinades al refugi i estades temporals dels agricultors. La seua ocupació solia ser estacional, en coincidència amb els moments de major treball en les parcel·les agrícoles. El seu ús és diferent al que es dona en altres zones del País Valencià, on es vincula a la ramaderia.

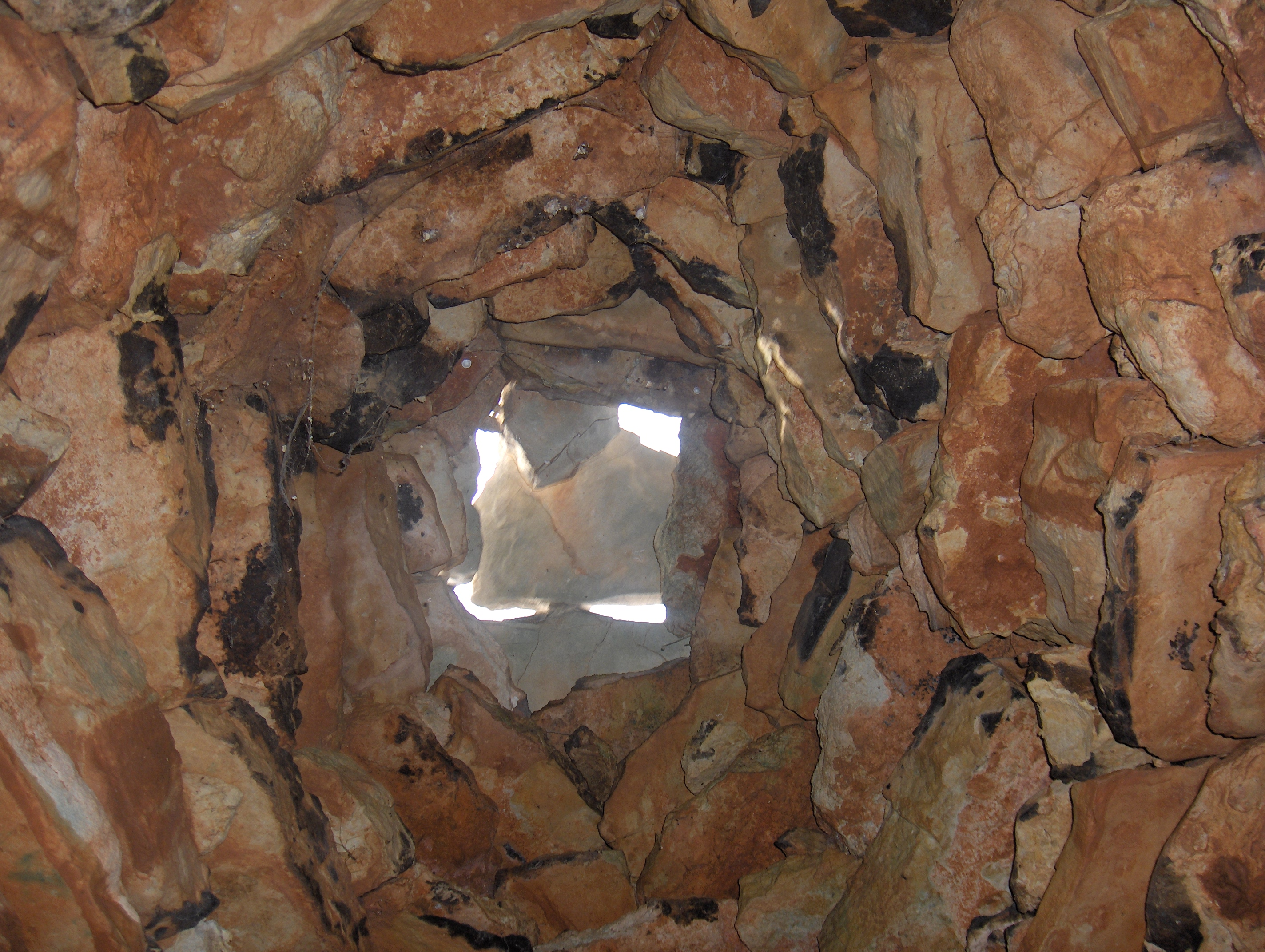
Cuco. Detall de la falsa cúpula per aproximació de filades. Énguera (la Canal de Navarrés).